# Villa Leipziger Straße 27

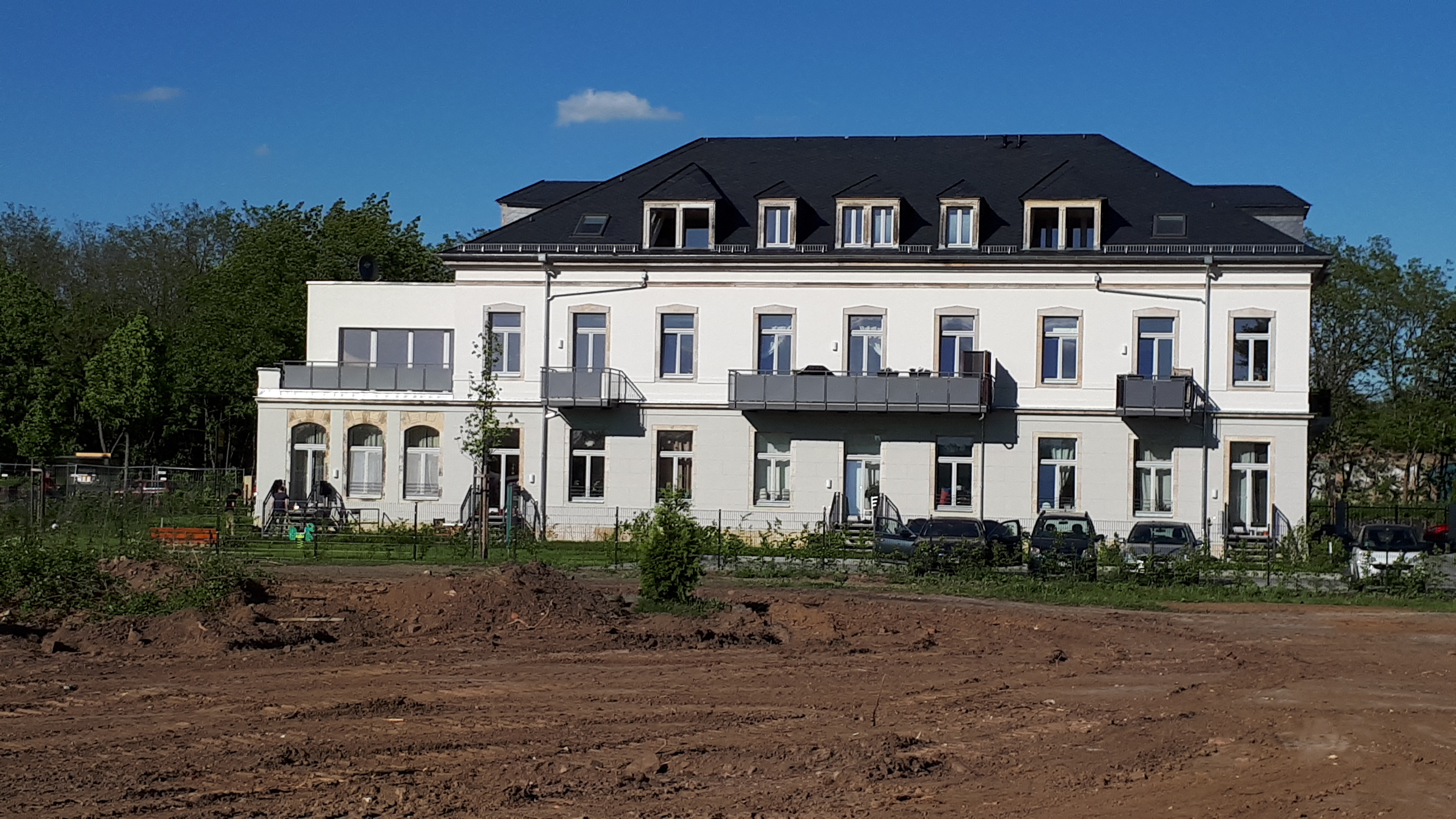
Ansicht von Südwesten nach der Sanierung

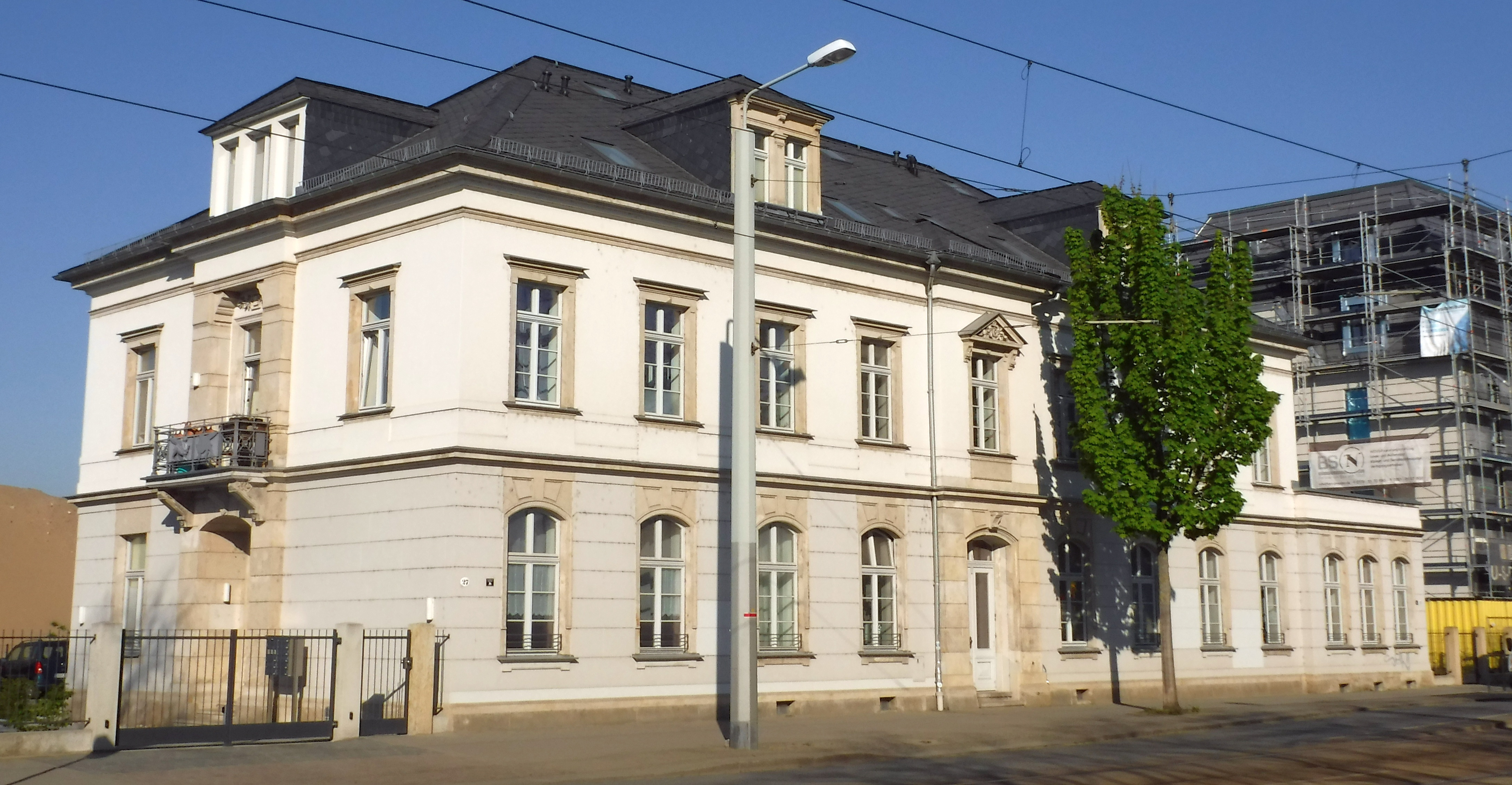
Ansicht von Osten nach der Sanierung

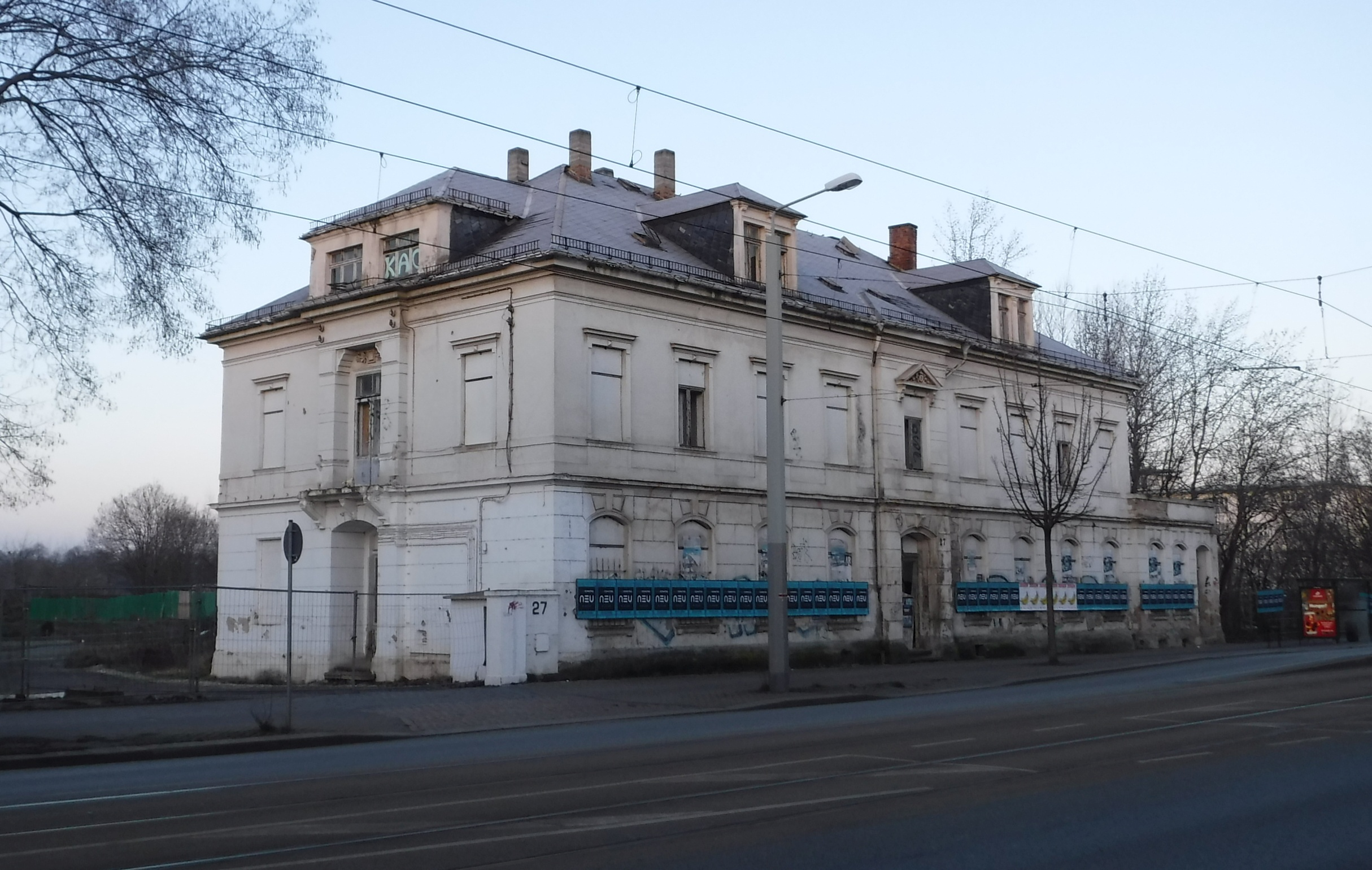
Ansicht von Osten vor der Sanierung

Die unter Denkmalschutz stehende Villa Leipziger Straße 27 ist auch als ehemalige Dampfschiffs- und Maschinen-Bauanstalt bekannt. Sie liegt im Dresdner Stadtteil Leipziger Vorstadt (Statistischer Stadtteil Pieschen-Süd) und wurde 1865 errichtet.

## Geschichte

### Vor 1945
In der bis dahin ländlichen Leipziger Vorstadt gab es zum Ende des 19. Jahrhunderts verschiedene Industrieansiedlungen. So zum Beispiel der Neustädter Holzhof, das Dampfsägewerk von Carl Ernst Grumbt und die 1861 gegründete Schiffswerft Schlick. Diese ließ sich an der Leipziger Straße eine repräsentative Villa als Verwaltungsbau erstellen, welche 1865 fertiggestellt wurde. Dort gab es auch Wohnräume verschiedener Ausstattung. Ein Adressbuch von 1895 nennt als wohnhaft einen Generaldirektor, einen Schiffbauergehilfen, einen Werkmeister und einen Klempner. 1910 sind neun Männer unter der Adresse Leipziger Straße 27 zu finden. 1913 findet sich unter den Hausbewohnern erstmals Karl Melkus, Vater des Rennfahrers und späteren Pächters Heinz Melkus. Sein Beruf wird mit Brauereidirektor angegeben.
In der Fabrik wurden zunächst Maschinenteile hergestellt. Das Unternehmen spezialisierte sich bald auf den Schiffsbau und wurde 1872 von der Sächsischen Dampfschiffs- und Maschinenbauanstalt übernommen. 1905 erfolgte die Zusammenlegung mit der Schiffswerft Übigau.
Im Laufe der Jahre siedelten sich verschiedene Industriebetriebe auf dem Grundstück an. So waren auf der Leipziger Straße 27 im Jahr 1920 die Firmen Arthur Haendler GmbH, Oscar Renner GmbH, Augustinerbräu Niederlage GmbH, Hochspannungsapparatebau GmbH und das Autohaus Louis Glück ansässig. 1944 waren die Metallwarenfabrik Wirsing, die Glashandlung Krüger und eine Niederlassung des Biergroßhandels Augustinerbräu eingetragen.

### 1945 bis 2000
1955 pachtete der Dresdner Rennfahrer Heinz Melkus das Haus und das umgebende Gelände und gründete eine Fahrschule. Im selben Jahr hatte er die Fahrlehrerprüfung bestanden und war damit jüngster Fahrlehrer der DDR. Als Fahrzeuge standen ihm Motorräder, Pkw und Lkw aus der Vorkriegszeit zur Verfügung. Mit einem Motorrad NSU 500 SS und einer Tennisplatzwalze planierte er den Fahrschulhof. Die Gewerbeerlaubnis wurde 1958 erteilt, was sehr ungewöhnlich war, da es damals grundsätzlich keine Gewerbeerlaubnis für Privatleute gab. Die Fahrschule wurde 1960 in der Rechtsform einer Kommanditgesellschaft mit dem Staat als Kommanditist überführt.
Bereits seit etwa 1956 wurde in der Villa auch eine Kfz-Werkstatt betrieben, die zuerst der Wartung der vier Fahrschulwagen diente. Parallel dazu konstruierte und baute Melkus dort Renn- und Sportwagen wie den Melkus RS 1000. Diese Fahrzeuge wurden in einem Pavillon auf dem Gelände ausgestellt.
Im Jahr 1980 hatte die Fahrschule 33 Mitarbeiter. Da der Wettbewerb unter den Fahrschulen nach der Wende immer größer wurde, nahm Melkus im Dezember 1989 Kontakt zu BMW auf. 1989 hatte der Fuhrpark zehn Motorräder, vierzig Pkw und einen Lkw. Das Gelände bestand aus der Villa mit dem „Motorkeller“, einem Werkstattgebäude von etwa 60 mal 10 Metern und dem Fahrschul-Fahrhof (300 mal 10 Meter) einschließlich einer alten Tankstelle. Nur ein Drittel der Villa wurde von Melkus genutzt. Die restlichen Räume waren von einer bereits stillgelegten Konservenfabrik belegt.
Im Mai 1990 eröffneten Heinz Melkus und sein Sohn Peter (noch vor der Währungsunion) in der Villa den ersten BMW-Händler- und Servicebetrieb in der DDR. Die aus dem BMW-Werk für Probefahrten besorgten Dienstwagen waren bereits am ersten Tag verkauft.
Da immer weniger Schüler die Fahrschule besuchten, konzentrierte sich Melkus ab 1992 ganz auf das Autohausgeschäft. Der Pachtvertrag über das Grundstück lief 1994 aus, einen angebotenen Kaufpreis konnte die Familie nicht finanzieren. Das Autohaus zog nach Dresden-Bühlau um.

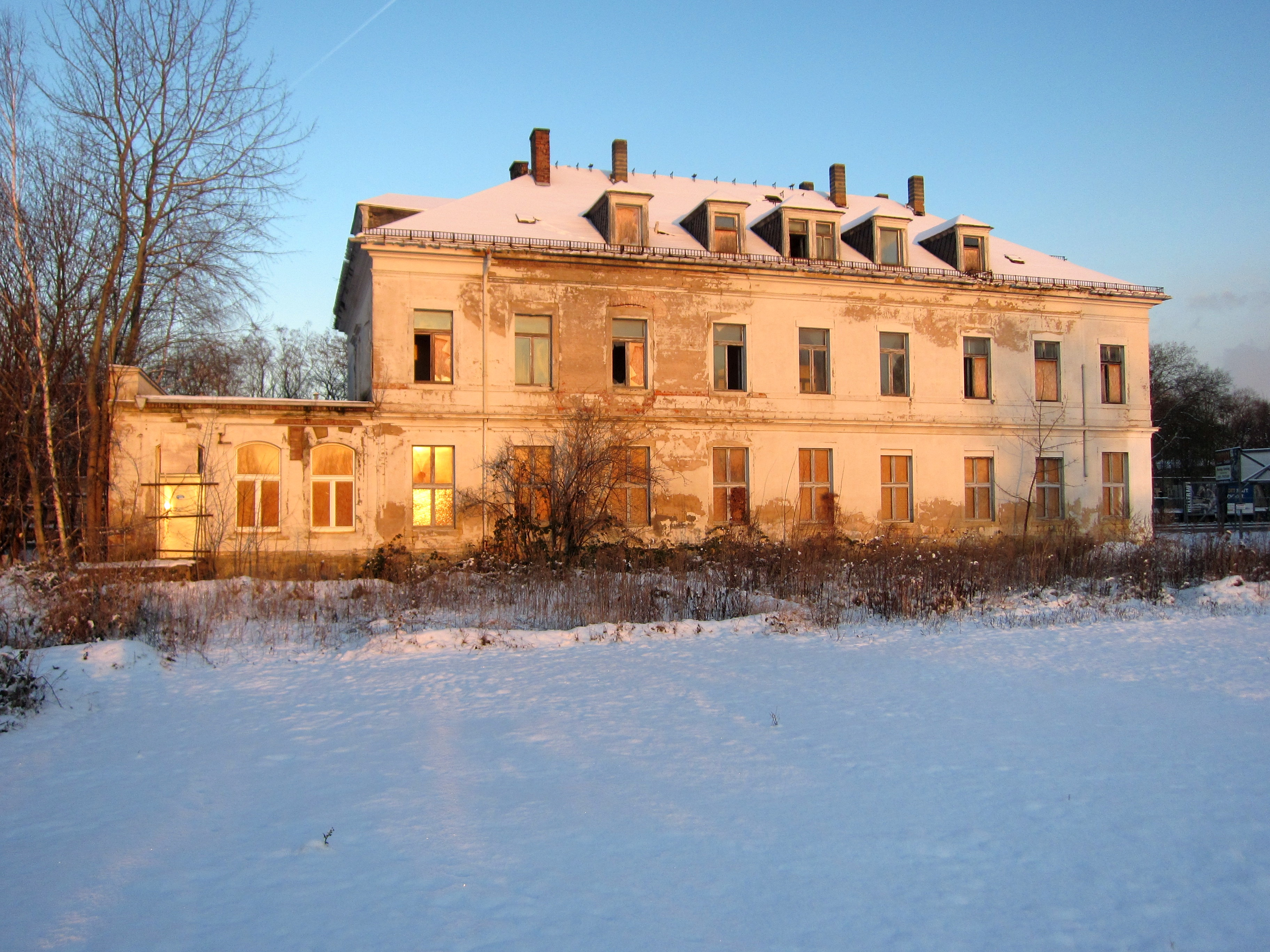
Villa Leipziger Straße 27, Ansicht von Westen

### Ab 2000
Nach dem Auszug gab es noch verschiedene Mieter. Anschließend stand das Gebäude viele Jahre leer. Im Jahr 2016 begann der Bauträger USD mit einer Sanierung für einen geplanten Betrag von 2,8 Millionen Euro. Hierbei sollten markante architektonische Elemente erhalten bleiben, das Innere aber modern ausgebaut werden. Es entstanden zehn Wohnungen mit Grundflächen zwischen 39 und 126 Quadratmetern.

## Beschreibung

### Außen
Der Bau ist zweigeschossig, durch neun zu drei symmetrische Fensterachsen gegliedert und hat ein Walmdach. Das Dach ist ausgebaut und mit zwei Gaupen an der Ost-, einer Gaupe an der Süd- und fünf Gaupen an der Westseite versehen. An der nördlichen Seite befindet sich ein eingeschossiger Anbau. Das Haus hat je einen Eingang von Süden und von Westen.

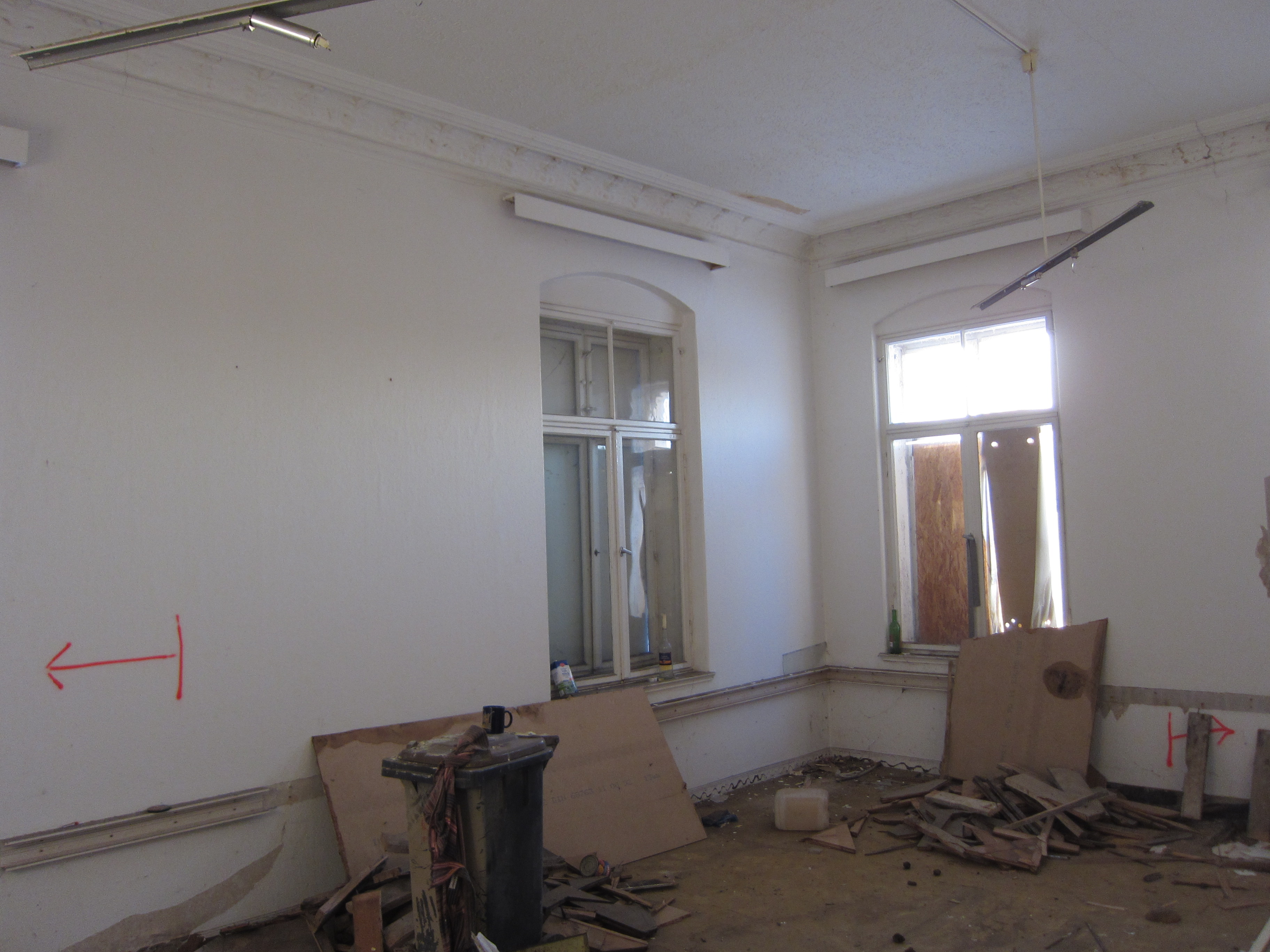
Zimmer im 1. OG, Westseite

### Innen
Die gesamte Länge des Hauses durchzieht auf allen Etagen mittig ein Flur. Auf der östlichen Seite befindet sich, ebenfalls mittig, das Treppenhaus. Zwischen dem kurzen Ost-West-Flur und dem langen Nord-Süd-Flur ist auf jedem Geschoss eine Innentür.
Durch den langen Leerstand war der Zustand des Hauses Anfang 2016 sehr schlecht. An zahlreichen Stellen ist Feuchtigkeit eingedrungen, einige Zwischendecken sind eingebrochen. Die ursprüngliche Wandbemalung lässt sich nur noch an wenigen Stellen, vor allem im Treppenhaus, erkennen. Auch in den mit Parkett und Stuckdecken repräsentativ ausgestatteten Räumen liegt größtenteils ein Totalverlust vor.

## Galerie

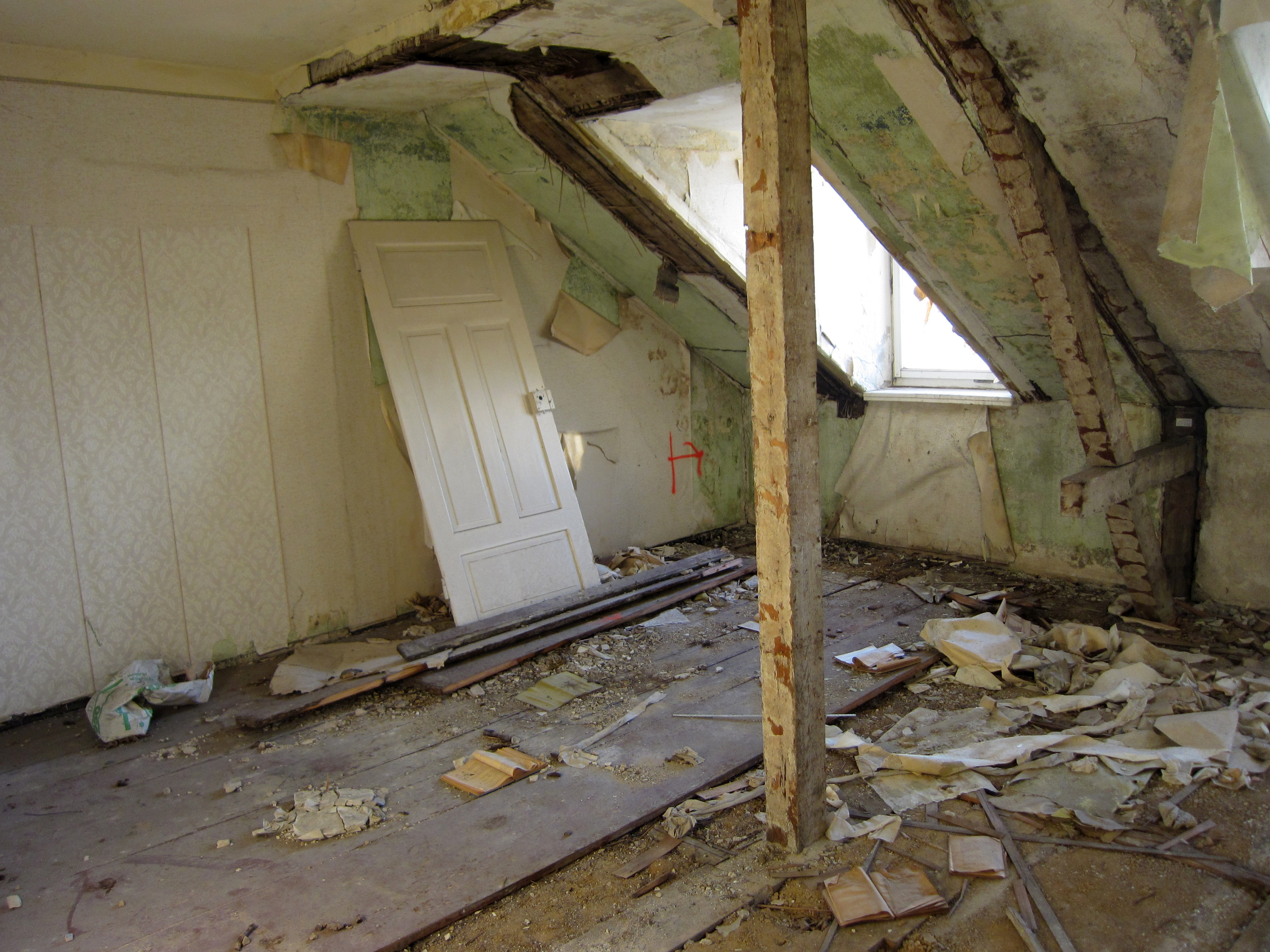
Ausgebautes Dach, Ostseite
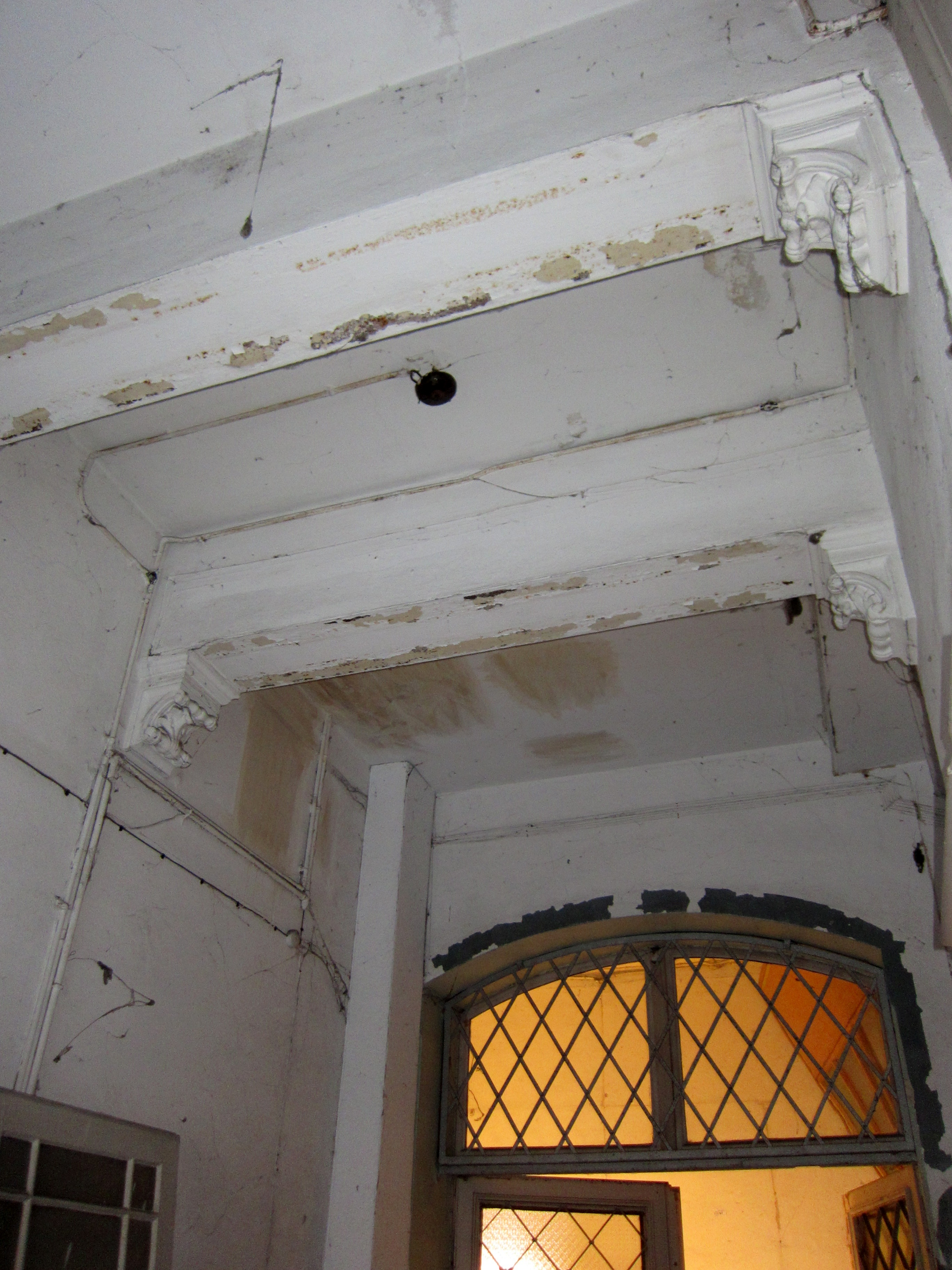
Durchgang zum 1. OG
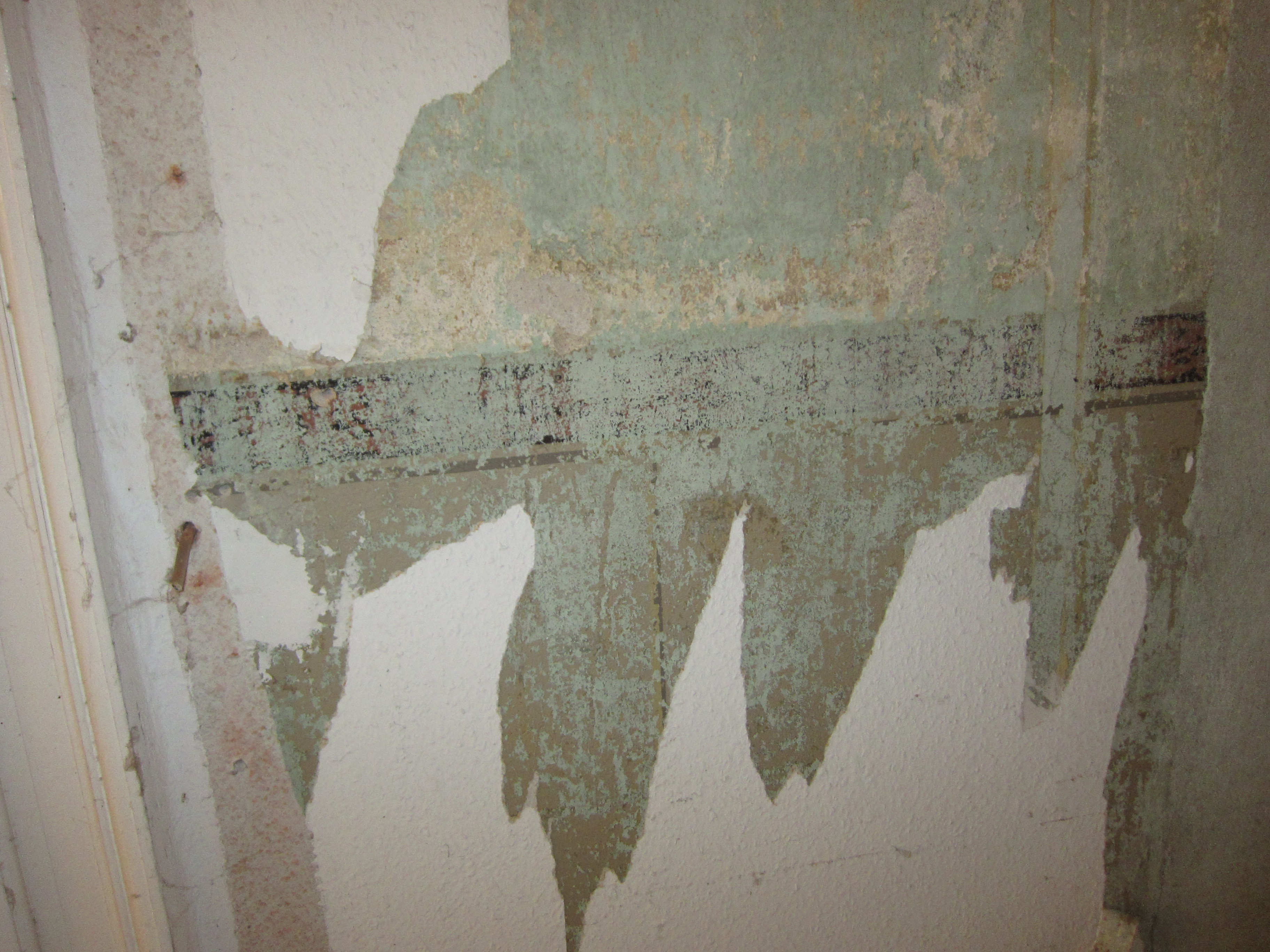
Reste der alten Wandbemalung
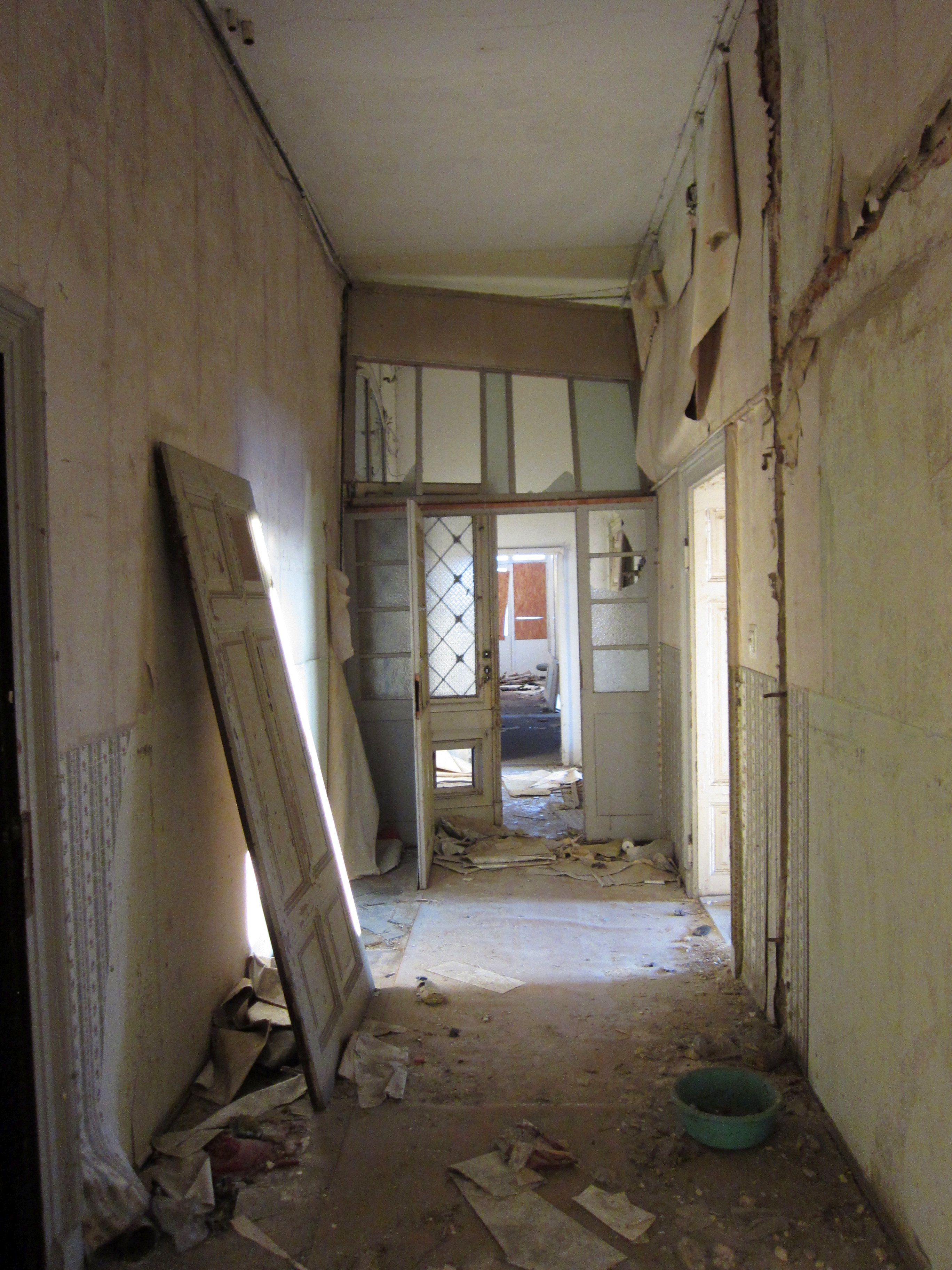
Flur im 1. OG
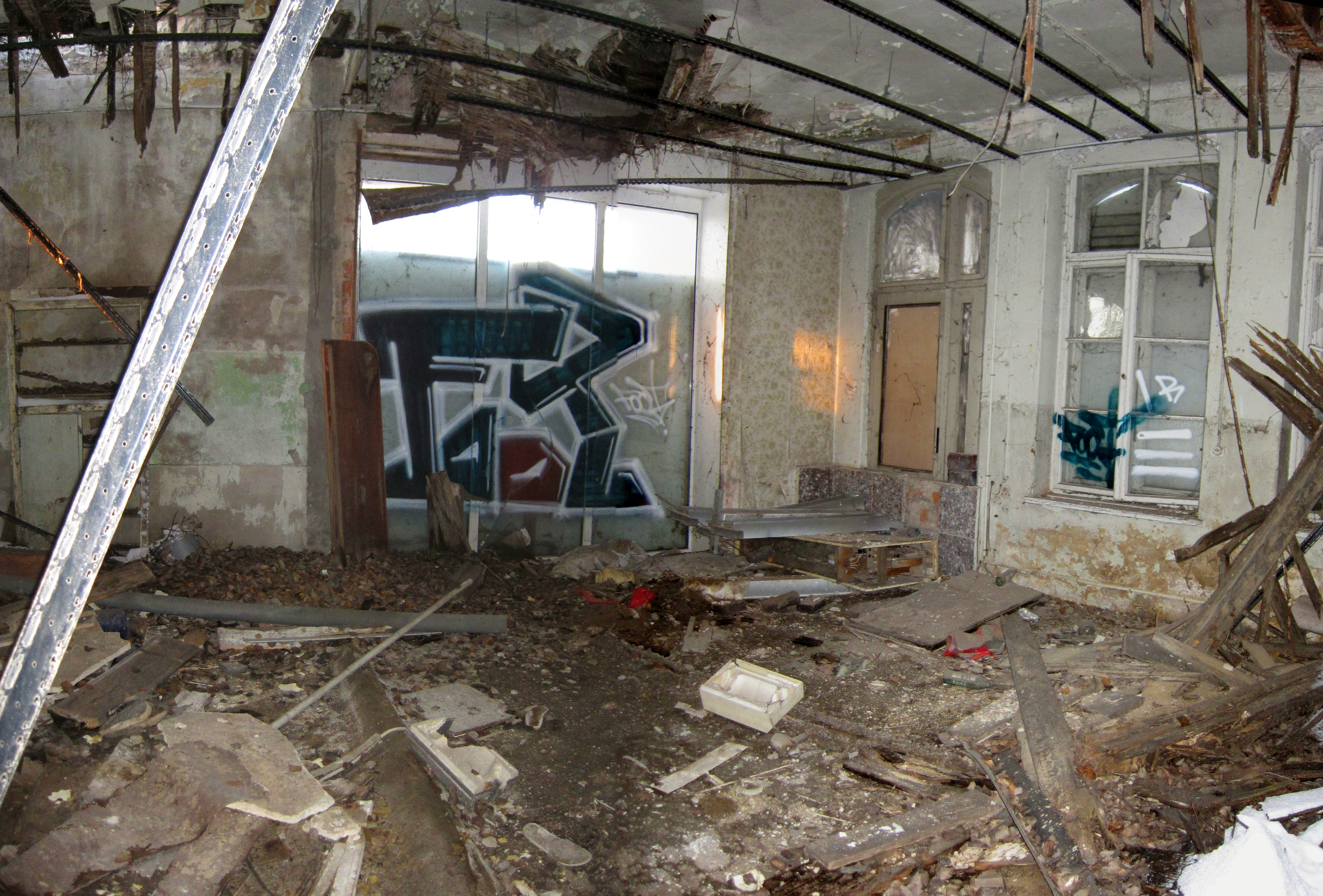
Anbau